# Instituto Tecnológico Superior del Occidente del Estado de Hidalgo
El Instituto Tecnológico Superior del Occidente del Estado de Hidalgo (ITSOEH), es una institución pública de educación superior, ubicada en el municipio de Mixquiahuala de Juárez, en el Estado de Hidalgo, México.

## Historia
El Instituto Tecnológico Superior del Occidente del Estado de Hidalgo fue creado en el año 2000, es un Organismo Público Descentralizado del Sistema de Educación Superior en el Estado de Hidalgo que atiende el modelo educativo del Subsistema de Educación de Institutos Tecnológicos Descentralizados. El 4 de agosto de 2000 da inicio el primer ciclo escolar con 70 alumnos en dos carreras y el 21 de agosto del mismo año se publica el Decreto que crea al Instituto Tecnológico Superior del Occidente del Estado de Hidalgo.

## Oferta académica
La oferta educativa del Instituto Tecnológico Superior del Occidente del Estado de Hidalgo es:
- Arquitectura
- Ingeniería Electromecánica
- Ingeniería Industrial
- Ingeniería en Logística
- Ingeniería en Gestión Empresarial
- Ingeniería en Industrias Alimentarias
- Ingeniería en Sistemas Computacionales
- Ingeniería en Tecnologías de la Información y Comunicaciones
- Ingeniería Civil.

## Directores
Juan de Dios Nochebuena Hernandez 2007-2011
- Fernando Ávila Báez[6]
- Alicia Asunción Grande Olguín (2013-2019)[7]
- Luis Armando Officer Arteaga(2019-2021)
- Tito Dorantes Castillo (2021-actualidad)